# Banque Misr
La Banque Misr (en arabe : بنك مصر) est une banque égyptienne cofondée par l'industriel Joseph Aslan Cattaui Pacha et l'économiste Talaat Harb en 1920. Le gouvernement de la République arabe unie a nationalisé la banque en 1960. La banque possède des succursales dans tous les gouvernorats d'Égypte, ainsi que des bureaux de change et des bureaux de permis de travail pour les travailleurs étrangers en Égypte.

## Histoire
L'idée d'une banque nationale d'Égypte remonte au moins à l'époque de Méhémet Ali, qui ordonna la création d'une banque dotée de 700 000 riyals peu avant sa maladie et sa mort. Amin Shumayyil écrivit un article en faveur de cette idée le 26 avril 1879 dans le journal Al-Tijara. Bien que plusieurs dignitaires égyptiens se soient réunis pour discuter du projet, le conflit entre le khédive Ismaïl Pacha et l'Assemblée nationale, puis la révolte d'Urabi, condamnèrent cette fois le projet à l'échec. Wilfrid Scawen Blunt, ami du chef de la révolte Ahmed Urabi, rapporte dans ses mémoires qu'Urabi avait imaginé une « banque de crédit » pour les agriculteurs,.
Joseph Cattaui et Talaat Harb cofondèrent la Banque Misr en 1920. Talaat avait publié des ouvrages en 1907 et 1911 appelant à la création d'une banque nationale financée par l'Égypte. (La Banque nationale d'Égypte était détenue par des Britanniques, et toutes les autres banques égyptiennes étaient détenues par des étrangers.) Harb calqua les opérations de la Banque Misr sur celles de la Deutsche Orientbank, qu'il connaissait grâce à son amitié avec le propriétaire d'une banque juive séfarade.
En 1926-1927, la Banque Misr créa sa première filiale étrangère, la Banque Misr-France, pour servir les touristes égyptiens en France. Son bureau parisien était situé au 101-103 rue des Petits-Champs, aujourd'hui 33-35 rue Danielle Casanova, et son siège social était situé de l'autre côté du pâté de maisons, au 24 place Vendôme. Quatre ans plus tard, la Banque Misr fusionna avec la Banque Essadine, au Liban, pour former la coentreprise Banque Misr-Syrie-Liban. Cette banque absorba ensuite la Banque Ezzeddine & Adib (Izz al-Din) à Tripoli.
En 1971, la Banque Misr a absorbé la Banque de Port-Saïd. Cette dernière avait été créée en 1960 pour regrouper les opérations égyptiennes de plusieurs banques étrangères, dont la Banque belge et internationale en Égypte et la Banque de Tokyo. En 1964, elle a également absorbé la Banque Al-Goumhouria, qui avait repris en 1956 les opérations égyptiennes de la Banque ionienne et de la Banque ottomane.
En mars 2017, la Banque Misr a lancé ses services bancaires en ligne pour le paiement électronique sur mobile. Le Wallet permet de déposer et de retirer de l'argent sur des comptes, de transférer de l'argent d'un compte à un autre, de payer des factures de services publics, de débiter le solde d'une entreprise, de faire des dons, de payer des amendes, de recevoir des virements et de régler des achats auprès de commerçants agréés.
Le 6 avril 2021, le Cabinet saoudien a autorisé la Banque Misr à ouvrir une succursale en Arabie saoudite.